# Bruno Bošnjak
Bruno Bošnjak, hrvaški deskar na snegu, * 9. julij 1983.
Osvojil je prvo medaljo za Hrvaško na zimskih paraolimpijskih igrah v Pjongčangu, v Južni Koreji, in sicer bronasto odličje 16. marca 2018. 
Vse od leta 2000 je na FIS mednarodnih tekmovanjih deskanja na snegu uspešno zastopal Hrvaško in si nabiral točke za nastop na zimskih olimpijskih igrah v Torinu 2006. Tudi po nesreči na kvalifikacijski tekmi istega leta nadaljuje svojo športno kariero z ragbijem na invalidskih vozičkih, skladno z razvojem tekmovalnih priložnosti deskanja na snegu za paraplegike pa se kot para-deskar udeležuje vseh večjih tekmovanj z uvrstitvami med najboljše.